# Југославија на Европском првенству у атлетици на отвореном 1974.
Југославија је учествовала на 11. Европском првенству у атлетици на отвореном 1974. одржаном у Риму, Италија, од 2. до 8. септембра. Репрезентацију Југославије на њеном једанаестом учешћу на европским првенствима на отвореном, представљало је 11 атлетичара (8 мушкараца и 3 жене) који су се такмичили у 11 дисциплине (8 мушких и 3 женске).
У укупном пласману Југославија је са 3 освојене медаље (злато, сребро и бронза) заузела 9. место. У табели успешности према броју и пласману такмичара који су учествовали у финалним такмичењима (првих 8 такмичара) Југославија је са 4 учесника у финалу заузела 14. место са 22 бода.
| Пл. | Земља       | 1. место | 2. место | 3. место | 4. место | 5. место | 6. место | 7. место | 8. место | Бр. фин. | Бодови |
| --- | ----------- | -------- | -------- | -------- | -------- | -------- | -------- | -------- | -------- | -------- | ------ |
| 14. | Југославија | 1 - 8    | 1 − 7    | 1 - 6    | −        | -        | −        | -        | 1 - 1    | 4        | 22     |

## Учесници
| Мушкарци: - Милорад Чикић — 400 м, 4 х 400 м - Јосип Алебић — 400 м, 4 х 400 м - Лучано Сушањ — 800 м, 4 х 400 м - Петар Свет — 5.000 м, 10.000 м - Винко Галушић — 20 км ходање - Ивица Ивичак — 4 х 400 м - Данијел Темин — Скок увис - Ненад Стекић — Скок удаљ | Жене: - Јелица Павличић — 400 м - Наташа Урбанчич — Бацање копља - Ђурђа Фочић — Петобој |  |

## Освајачи медаља (3)

### Злато (1)
- Лучано Сушањ — 800 м

### Сребро (1)
- Ненад Стекић — Скок удаљ

### Бронза (1)
- Наташа Урбанчич — Бацање копља

## Резултати

### Мушкарци
| Атлетичар     | Дисциплина   | Лични рекорд | Квалификације | Квалификације | Полуфинале           | Полуфинале           | Финале                | Финале       | Детаљи |
| Атлетичар     | Дисциплина   | Лични рекорд | Резултат      | Место         | Резултат             | Место                | Резултат              | Место        | Детаљи |
| ------------- | ------------ | ------------ | ------------- | ------------- | -------------------- | -------------------- | --------------------- | ------------ | ------ |
| Милорад Чикић | 400 м        |              | 46,68 кв, ЛР  | 5. у гр. 2    | 47,04                | 6. у гр. 2           | Није се квалификовао  | 9 / 20       |        |
| Јосип Алебић  | 400 м        |              | 47,41 ЛРС     | 5. у гр. 3    | Није се квалификовао | Није се квалификовао | Није се квалификовао  | 18 / 20      |        |
| Лучано Сушањ  | 800 м        |              | 1:48,4 КВ     | 1. у гр. 3    | 1:47,2               | 2. у гр. 1           | 1:44,07 НР            |              |        |
| Петар Свет    | 5.000 м      |              | 13:40,8 кв    | 6. у гр. 3    |                      |                      | 13:41,6               | 10 / 23 (26) |        |
| Петар Свет    | 10.000 м     |              |               |               |                      |                      | 29:08,4 ЛРС           | 18 / 24 (31) |        |
| Винко Галушић | 20 км ходање |              | 1:36:32,2     | 9 / 15 (21)   |                      |                      |                       |              |        |
| Ивица Ивичак  | 4 х 400 м    |              | 3:37,8        | 6. у гр. 1    |                      |                      | Нису се квалификовали | 11 / 11      |        |
| Милорад Чикић | 4 х 400 м    |              | 3:37,8        | 6. у гр. 1    |                      |                      | Нису се квалификовали | 11 / 11      |        |
| Јосип Алебић  | 4 х 400 м    |              | 3:37,8        | 6. у гр. 1    |                      |                      | Нису се квалификовали | 11 / 11      |        |
| Лучано Сушањ  | 4 х 400 м    |              | 3:37,8        | 6. у гр. 1    |                      |                      | Нису се квалификовали | 11 / 11      |        |
| Данијел Темин | Скок увис    |              | 2,05 ЛРС      | 29.           | 29 / 30              |                      | Нису се квалификовали |              |        |
| Ненад Стекић  | Скок удаљ    |              | 7,67 ЛРС      | 9.            | 8,05 ЛРС             |                      |                       |              |        |

### Жене
| Атлетичарка     | Дисциплина   | Лични рекорд | Квалификације | Квалификације | Полуфинале | Полуфинале | Финале   | Финале | Детаљи |
| Атлетичарка     | Дисциплина   | Лични рекорд | Резултат      | Место         | Резултат   | Место      | Резултат | Место  | Детаљи |
| --------------- | ------------ | ------------ | ------------- | ------------- | ---------- | ---------- | -------- | ------ | ------ |
| Јелица Павличић | 400 м        |              | 53,11 КВ      | 3. у гр. 4    | 51,87 КВ   | 4. у гр. 1 | 53,01    | 8 / 23 |        |
| Наташа Урбанчич | Бацање копља |              | 59,72         | 3.            |            |            | 61,66 ЛР |        |        |

#### Петобој
| Име         | 100 м пр. | кугла | вис  | даљ  | 200 м | Бод              | Место        | Бел. |
| ----------- | --------- | ----- | ---- | ---- | ----- | ---------------- | ------------ | ---- |
| Ђурђа Фочић | 14,13     | 11,44 | 1,74 | 5,95 | 24,55 | 4.250 (4.289) ЛР | 10 / 14 (16) |      |

- Код бодовања постоје два резултата. Први је према важећим таблицама, а у загради по таблицама које су важиле када је такмичење одржано.